# Ferdinand Georg Waldmüller
Ferdinand Georg Waldmüller (né le 15 janvier 1793 à Vienne - mort le 23 août 1865 à Hinterbrühl) est un peintre et écrivain autrichien.

## Biographie
Il étudia brièvement à l'académie des beaux-arts de Vienne, et assura ensuite sa subsistance en peignant des portraits. 
En 1811, il obtint un poste de professeur d'arts plastiques auprès des enfants du comte Gyulay, en Croatie. Trois ans plus tard, il revint à Vienne et travailla son style en copiant les œuvres des grands maîtres.
Waldmüller s'intéressa progressivement à la nature, et se mit à peindre des paysages. C'est dans ce genre que son style atteindra la plus grande originalité : son sens des couleurs et sa bonne connaissance de la nature l'aidèrent à réaliser quelques toiles remarquables. À partir des années 1820, il se mit à la peinture  de scènes de la vie quotidienne des paysans aux alentours de Vienne.
Waldmüller fut un temps professeur à l'académie des beaux-arts de Vienne, mais eut régulièrement des disputes avec l'élite viennoise en raison de ses critiques au sujet du système de l'académie, qu'il voulait concentrer sur l'étude de la nature.
Un monument lui est dédié dans le parc de l'hôtel de ville de Vienne (Rathaus)

## Œuvres pillées par les nazis
Waldmüller était l'un des artistes préférés d'Adolf Hitler. Sous le nazisme des années 1933 à 1945, nombreuses de ses œuvres d'art sont saisies à des collectionneurs juifs. Parmi elles, plusieurs sont envoyées au musée du Führer à Linz dans l'actuelle Autriche.

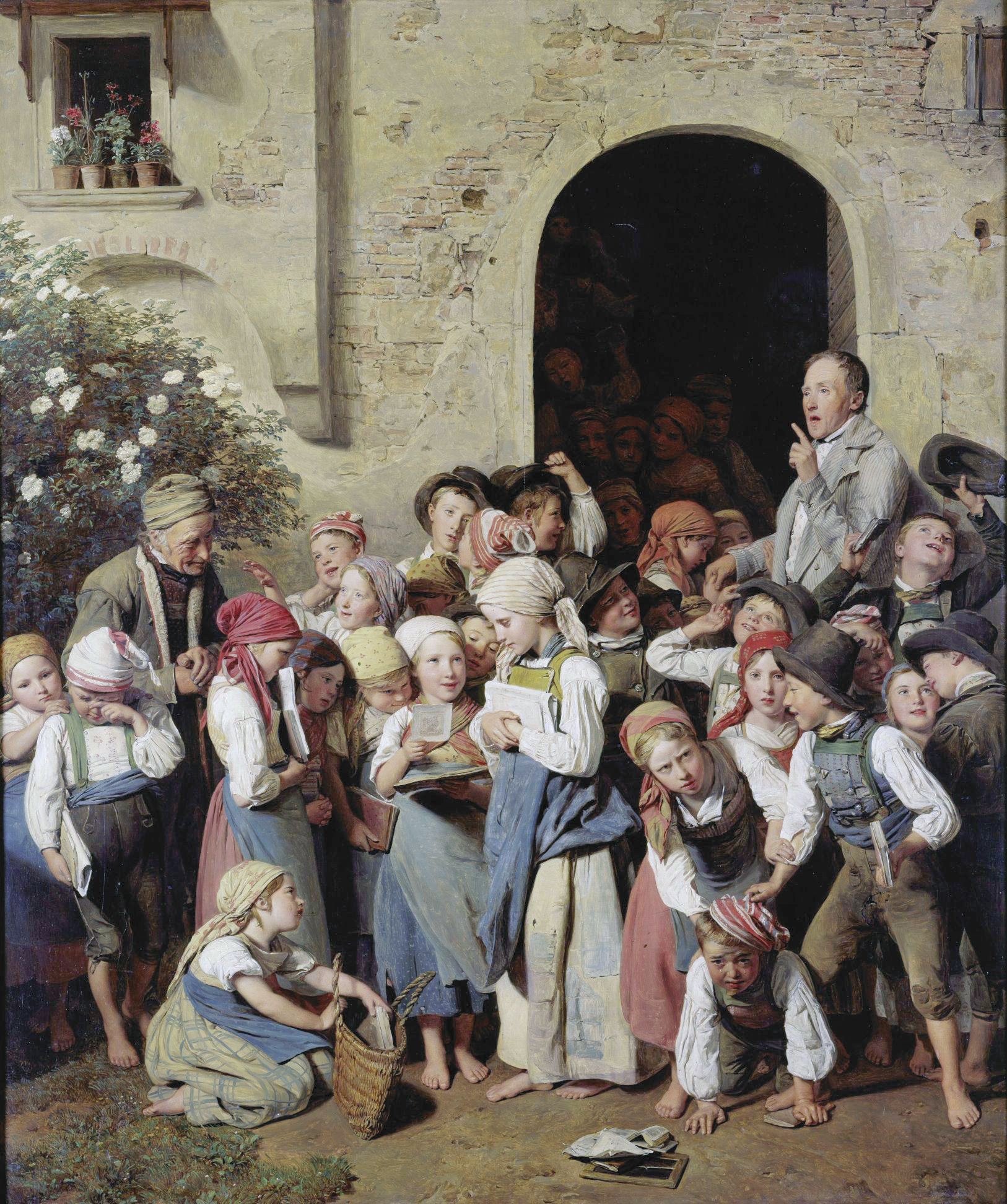
Der Schulgang (1841) volé à Amalie Redlich.

Les demandes de restitution d'œuvres d'art de Waldmüller pillées comprennent notamment : 
- Enfants sur le chemin du retour de l'école (Der Schulgang, 1841) est volé à (de)Amalie Redlich dans l'Autriche nazie. 
  - Ce tableau est récupéré tardivement par son petit-fils Georges Jorisch qui l'offre au Musée des Beaux-Arts de Montréal pour remercier la ville de son accueil après la Seconde Guerre mondiale[5].
- Le petit comte Esterhazy est pillé dans la collection Bloch-Bauer[6],[7].
- Bildnis der Familie Gierster[8] est volé à Franz et Melania Popper[9],[10].
  - Ce tableau est restitué en 2005 par le musée de Vienne aux héritiers de Melanie Popper, puis mis aux enchères[10].Wiedergenese (1864) volé à Hermann Eissler.

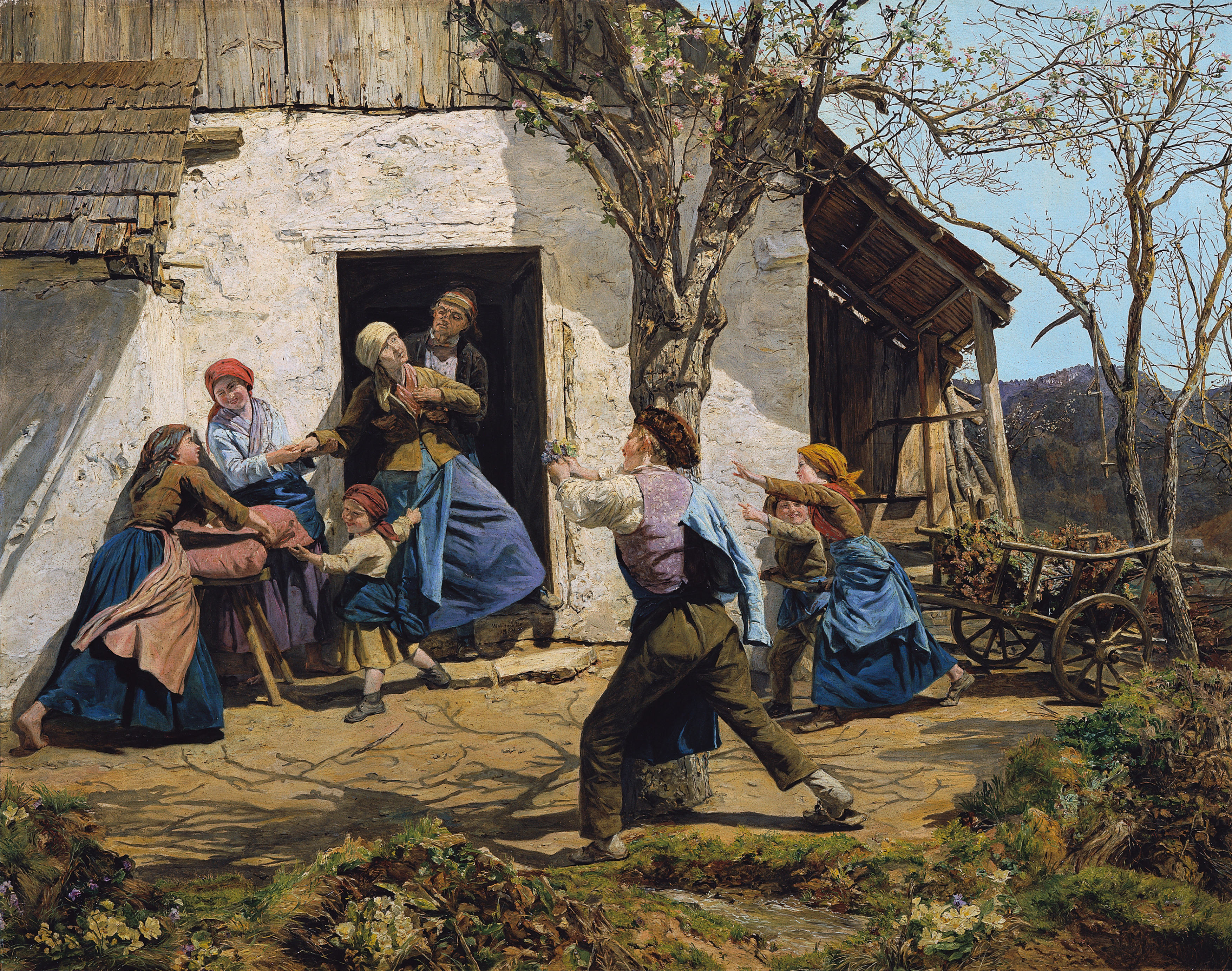
Wiedergenese (1864) volé à Hermann Eissler.

- Wiedergenesene, Flora, Hygieia, Hippokrates, Galen, View of Lake Altaussee and the Dachstein (1834) et Der Wildbach Strubb bei Ischl (1831) sont volés à (en)Hermann Eissler[11].

- - Flora, Hygieia, Hippokrates et Galen sont restitués en 2012[12],[13].
  - View of Lake Altaussee and the Dachstein[14] et Der Wildbach Strubb bei Ischl[15] sont restitués aux héritiers d'Hermann Eissler en 2020.

- L'enfant de bonne nature ; Préparation de la fête des vendanges et La visite des grands-parents sont saisis à Irma et Oscar Lowenstein en vertu des lois anti-juives de Nuremberg pour le musée de Linz prévu par Hitler[16]. 
  -     - Deux de ces oeuvres restituées sont vendues aux enchères par une association caritative pour aveugles (Vision Foundation, anciennement la Greater London Fund for the Blind) à laquelle Irma Lowenstein, réfugiée à Londres, a laissé la majorité de sa succession, en 1976[17].

## Œuvre du peintre
Waldmüller est un célèbre représentant de la période dite Biedermeier. Il a eu comme élèves Hans Canon, József Borsos et Anton Ebert.
- Le Vieux violoniste (Der alte Geiger), 1827, huile sur bois, 1828, 32 x 26,5 cm[18].
- Le Vieux violoniste (Der alte Geiger), 1828, aquarelle et gouache sur papier, 32,5 x 26.7 cm, Musée du Louvre, Paris[19],[18].
- Un Viel invalide entouré d'enfants (Ein alter Invalide mit Kindern), huile sur panneau, 1827, 31,5 x 26,5 cm[18].
- Un Vieil invalide entouré d'enfants (Ein alter Invalide mit Kindern), 1827, à l'aquarelle et gouache sur papier, 31,5 x 26,5 cm, musée Albertina, Vienne (Autriche)[18].
- Un Garçon ayant reçu la médaille récompensant son application à l'école (Ein Knabe, der in der Schule die Fleissmedaille erhalten hat), huile sur panneau, 1828, 31,5 x 28,5 cm[18].
- Un Garçon ayant reçu la médaille récompensant son application à l'école (Ein Knabe, der in der Schule die Fleissmedaille erhalten hat), 1828, aquarelle et gouache sur papier, 33 x 28,5 cm[20],[18]
- Portrait de Madame Hanska, 1835, huile sur toile, 79 × 64 cm, Châteauroux, musée Bertrand[21]
- Paysage de Wienerwald avec château de Wildegg, 1855, huile sur toile, 65 × 81 cm, Österreichische Galerie Belvedere[22]
- Le Matin de la Fête-Dieu, 1857, huile sur bois, 65 × 82 cm, Österreichische Galerie Belvedere[23]

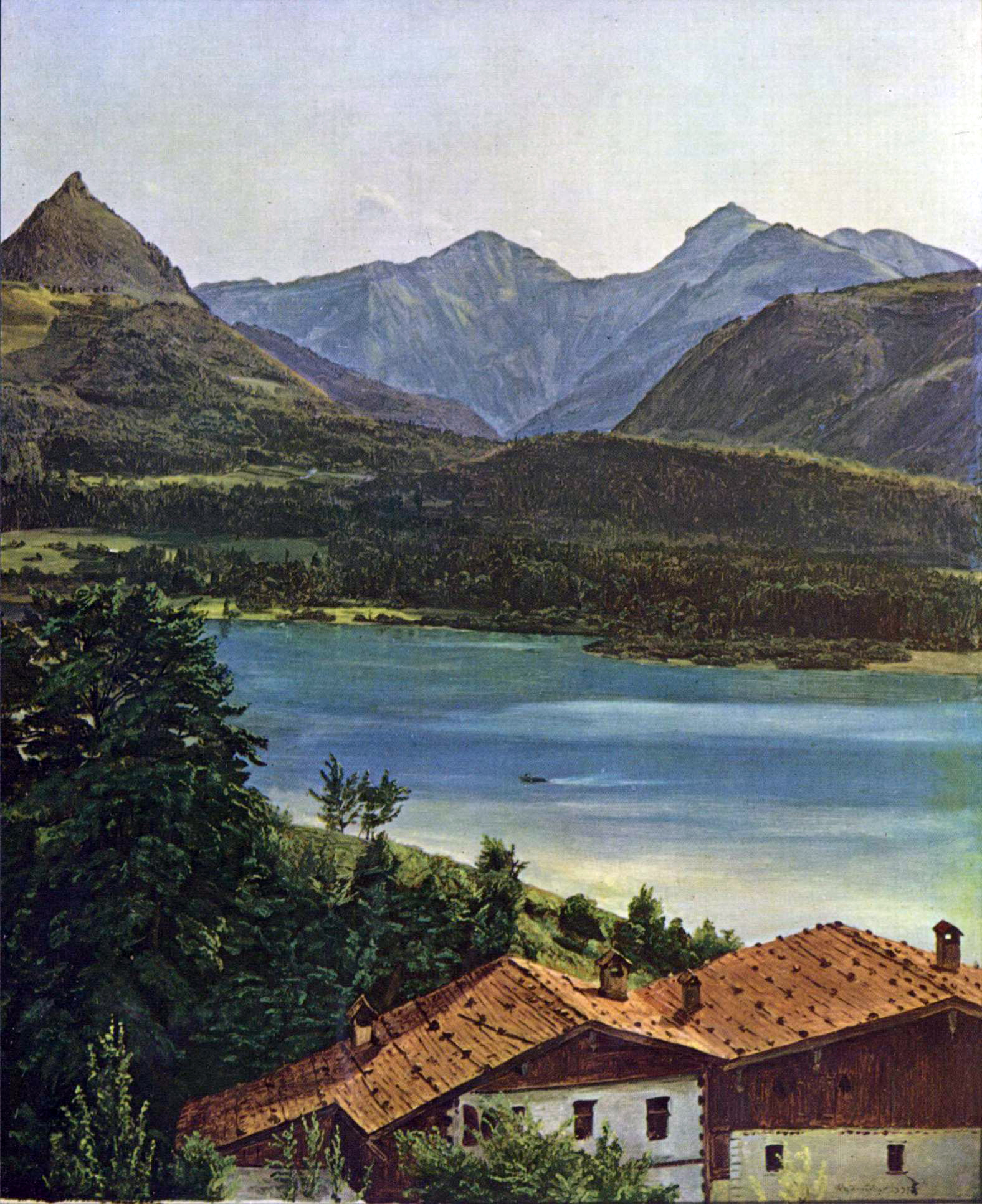
Wolfgangsee (1835)
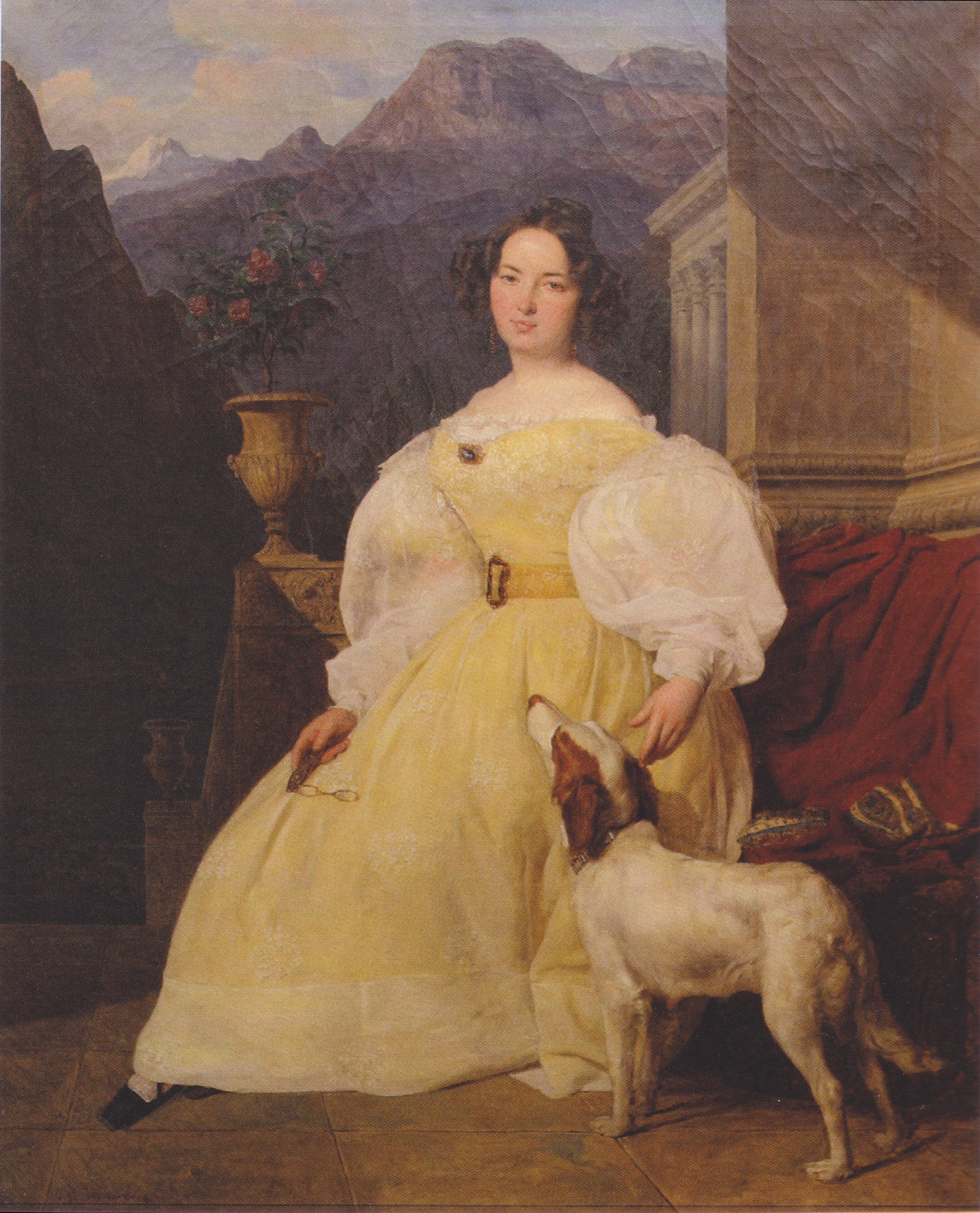
Madame Hanska, 1835
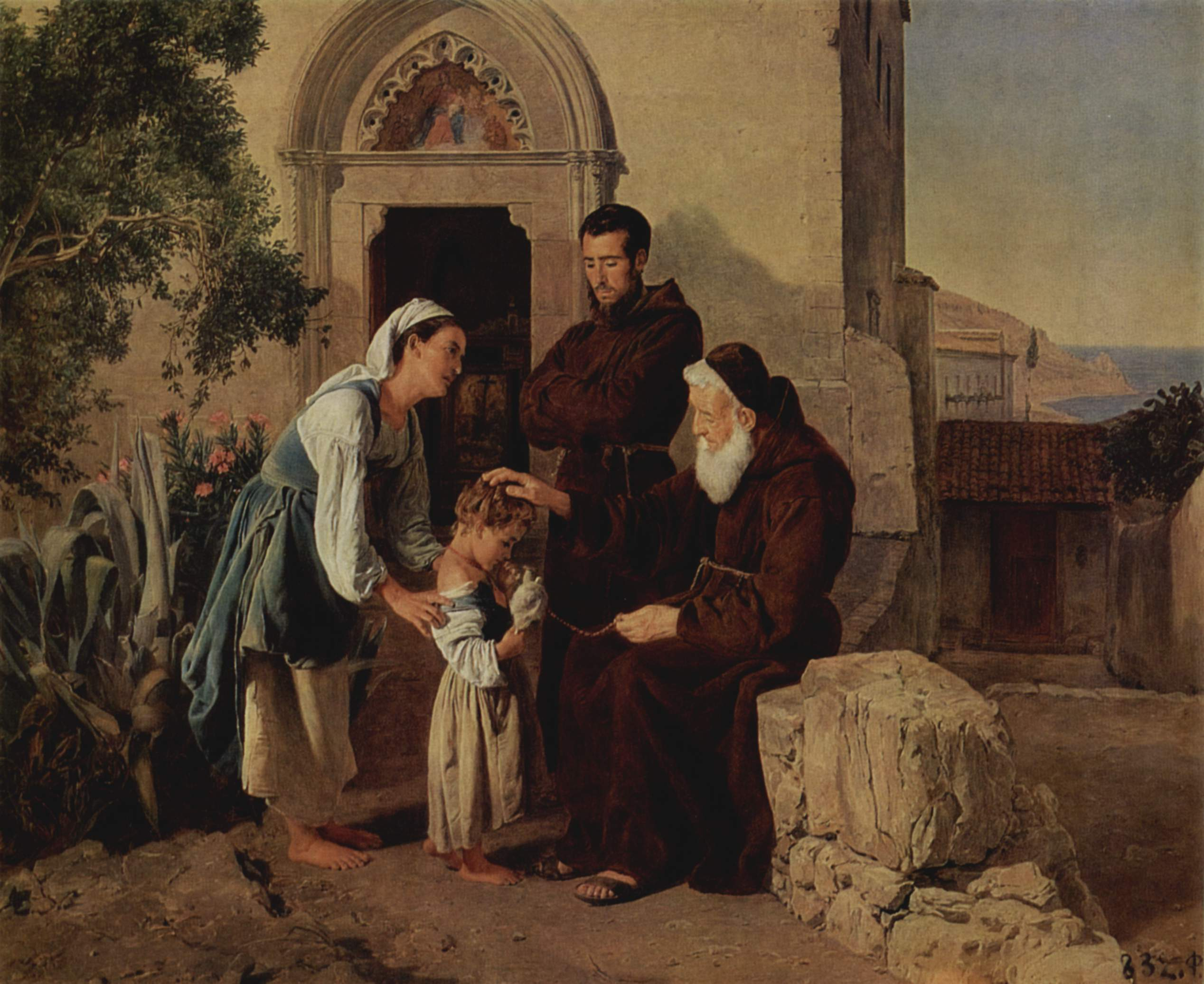
À la porte du couvent (1846)
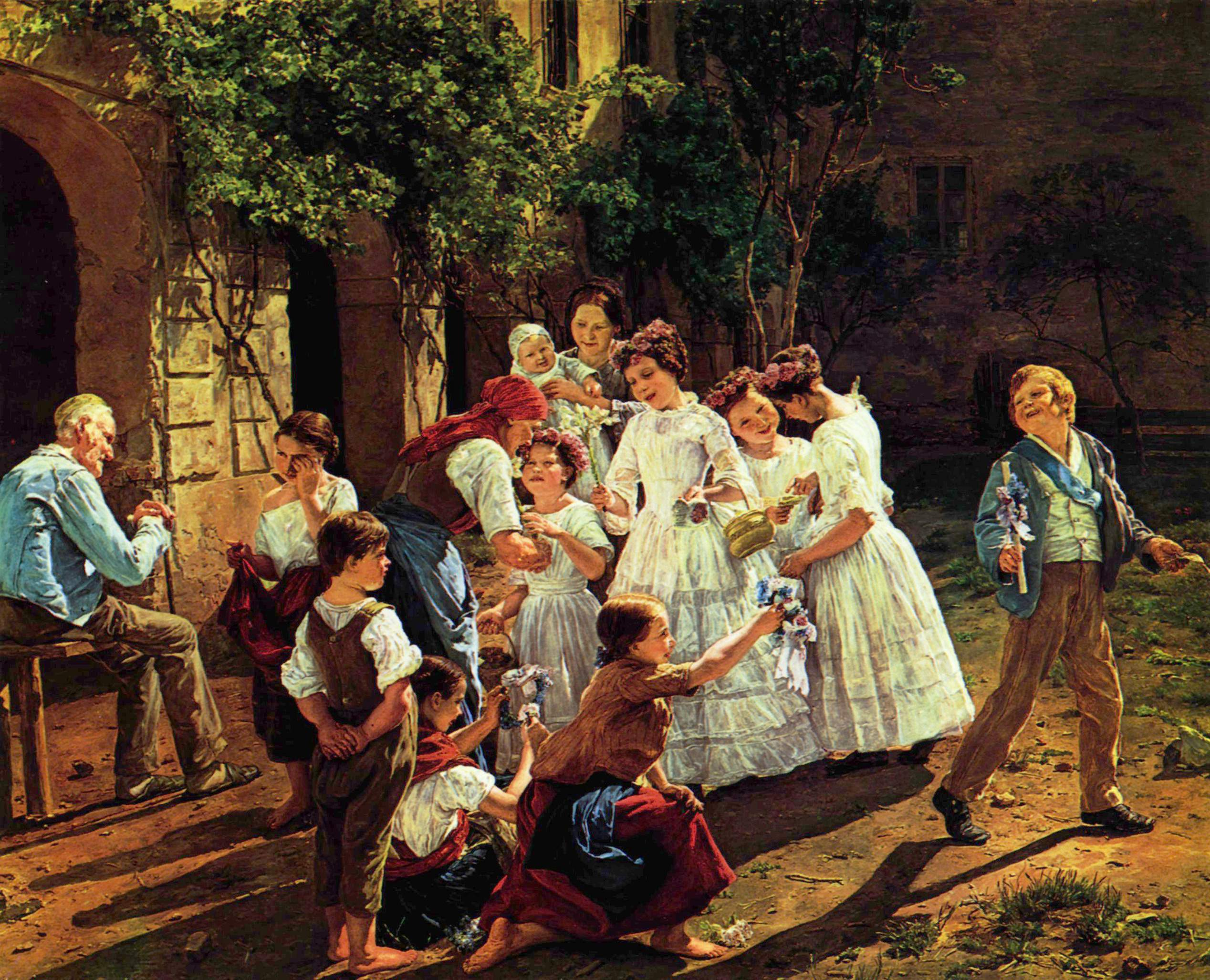
Le Matin de la Fête-Dieu (1857)
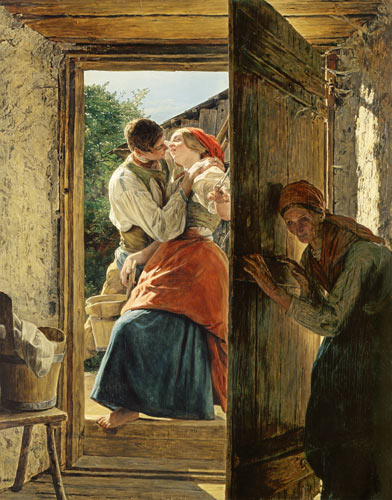
Amoureux surpris (le baiser) (1858)
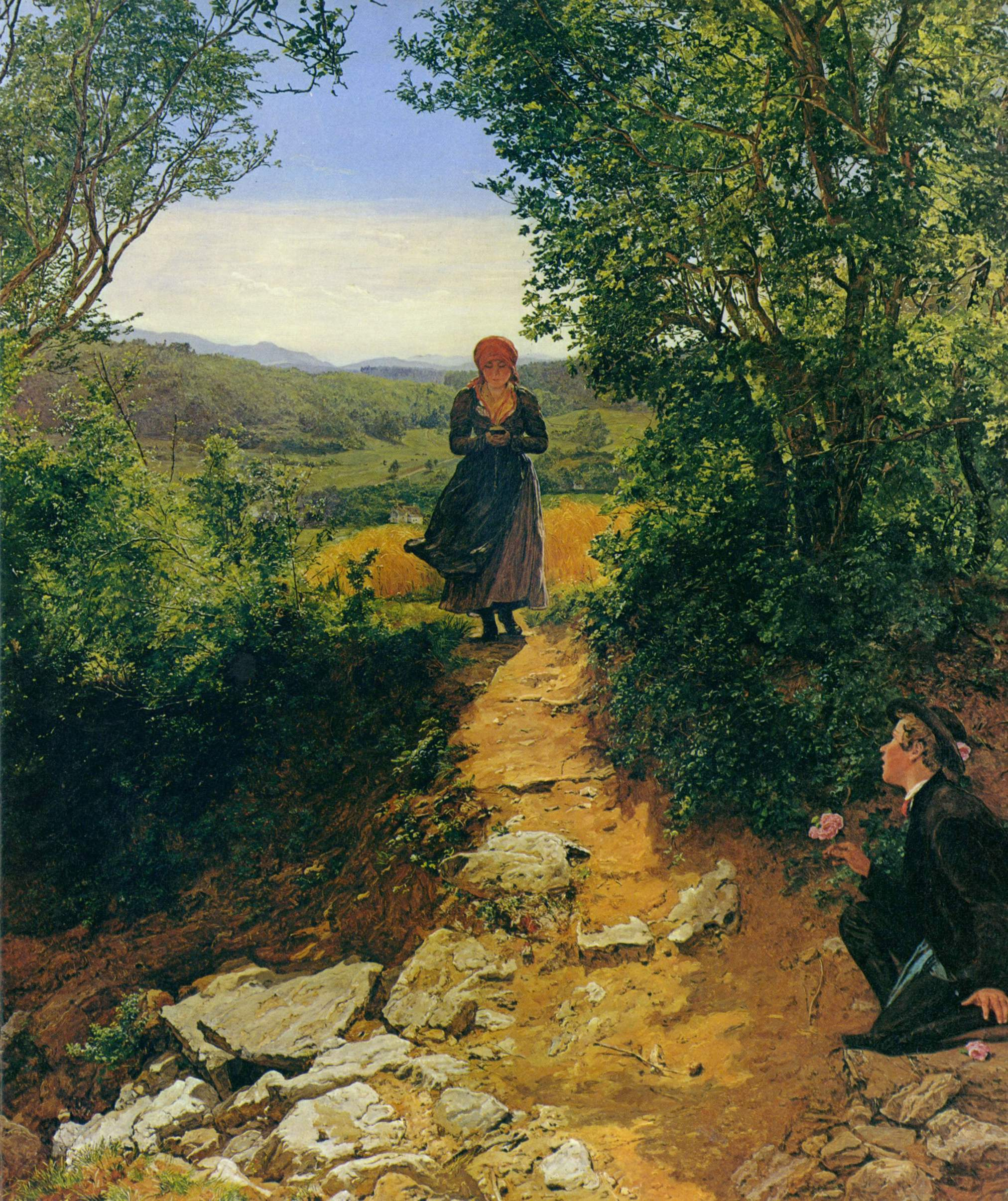
L'Attendue (1860)